# 努特·维克塞尔

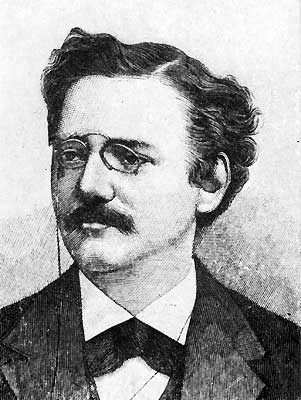
努特·维克塞尔

努特·维克塞尔（瑞典語：Johan Gustaf Knut Wicksell，1851年12月20日—1926年5月3日）瑞典知名经济学家，属斯德哥尔摩学派。他在经济学上的贡献将影响了凯恩斯学派和奥地利学派的经济思想。他的妻子是著名的女权主义者安娜·布格结婚。